# Карбинці (Північна Македонія)
Карбинці (мак. Карбинци) — село у Північній Македонії, яке входить до общини Карбинці, що в Східному регіоні країни.
Громада складається з 673 осіб (перепис 2002): за національністю — 672 македонців, і 1 серб. Село розкинулося в низинній місцевості (середні висоти — 298 метрів), яку македонці називають Овче поле.